# کلوچفکا
کلوچفکا (به لاتین: Kluchevka) یک منطقهٔ مسکونی در روسیه است که در باشقیرستان واقع شده‌است.